# Condado de Morrow (Oregon)
O Condado de Morrow é um dos 36 condados do Estado americano do Oregon. A sede do condado é Heppner, e sua maior cidade é Heppner. O condado possui uma área de 5 307 km² (dos quais 43 km² estão cobertos por água), uma população de 10 996 habitantes, e uma densidade populacional de 2 hab/km² (segundo o censo nacional de 2000). O condado foi fundado em 15 de fevereiro de 1894.